# Molalatau
Molalatau est une ville du Botswana.